# کاسیوپیا (فیلم ۱۹۹۶)
کاسیوپیا (پرتغالی: Cassiopéia) یک فیلم پویانمایی برزیلی محصول سال ۱۹۹۶ به کارگردانی کلوویس ویرا و محصول استودیو ان‌دی‌آر فیلمز است. دومین فیلم بلند پویانمایی تمام رایانه‌ای.
این فیلم بلافاصله پس از داستان اسباب‌بازی اکران شد.

## بازیگران
- اسمار پرادو در نقش لئوناردو
- جوناس ملو در نقش شدوسیات
- آلدو سزار در نقش فرمانده شورای مرکزی کهکشان
- مارسلو کامپوس در نقش چیپ
- کاسیوس رومرو در نقش چوپ
- فابیو مورا در نقش فل
- هرمس بارولی در نقش توت
- رزا ماریا بارولی در نقش لیزا
- اتزیو راموس در نقش مشاور
- فلاویو دیاس در نقش مشاور
- فرانسیسکو برتاس در نقش ربات
- السیو سودره در نقش کاپیتان / فوری
- کارلوس سیلویرا در نقش مهندس
- سیسیلیا لمز در نقش صدای محیط قهرمانان